# General Vehicle Company
General Vehicle Company war ein US-amerikanischer Hersteller von Kraftfahrzeugen.

## Unternehmensgeschichte
Das Unternehmen wurde 1907  in Long Island City im US-Bundesstaat New York als Nachfolger der Vehicle Equipment Company gegründet. Im gleichen Jahr stellte das Unternehmen Personenkraftwagen her. Der Markenname lautete GV. Ab 1908 entstanden Nutzfahrzeuge. 1915 kam es zum Zusammenschluss mit der Lkw-Abteilung der Peerless Motor Car Corporation. Die Produktion lief noch bis 1920.

## Fahrzeuge
Die Pkw waren Elektroautos. Überliefert sind Ladies Phaeton und Roadster.
Ab 1913 entstanden Lastkraftwagen mit Ottomotoren nach einer Lizenz der Daimler-Motoren-Gesellschaft.